# نهال حیرت
آلبوم نهال حیرت  نخستین اثر گروه اوهام است که در سال ۱۳۷۸ توسط اعضای اولیه گروه اوهام (شهرام شعرباف، شاهرخ ایزدخواه و بابک ریاحی‌پور) ساخته شد. برخی این آلبوم را اولین آلبوم رسمی  راک در داخل ایران می‌دانند.  این آلبوم باوجود تلاش‌های فراوان اعضای گروه، مجوز پخش وزارت ارشاد را نگرفت و اوهام کل قطعات این آلبوم را برای بارگذاری علاقه‌مندان، در وبگاه رسمی خود قرار دادند. این آلبوم شامل ۱۰ قطعه است و موسیقی آن تلفیقی از موسیقی راک و سازهای ایرانی است و در ترانه‌ها از اشعار حافظ استفاده شده است. نسخه کامل آهنگ «پیر مِی‌ فروش» بعدها به همراه آلبوم ایهام منتشر شد.

## ترانه‌های آلبوم
| نام ترانه            | ترانه‌سرا | آهنگساز و تنظیم‌کننده | زمان |
| -------------------- | -------- | -------------------- | ---- |
| «درویش»              | حافظ     |                      | ۳:۳۹ |
| «الا یا ایها الساقی» | حافظ     |                      | ۵:۳۰ |
| «در دیر مغان»        | حافظ     |                      | ۴:۲۹ |
| «نهال حیرت»          | حافظ     |                      | ۶:۱۹ |
| «این شمع دل افروز»   | حافظ     |                      | ۵:۵۴ |
| «گفتم غم تو دارم»    | حافظ     |                      | ۵:۱۲ |
| «عیب رندان مکن!»     | حافظ     |                      | ۵:۳۷ |
| «دیده دریا کنم»      | حافظ     |                      | ۳:۴۶ |
| «چو باد...»          | حافظ     |                      | ۴:۳۵ |
| «افسون»              | حافظ     |                      | ۶:۰۰ |
| «پیر مِی‌ فروش» (دمو)  | حافظ     |                      |      |